# おかしなおかしな高校教師
『おかしなおかしな高校教師』（La moutarde me monte au nez）は1974年のフランスの映画。高校教師と女優が捲き起こす騒動を描いた喜劇作品。監督はクロード・ジディ、出演はピエール・リシャールやジェーン・バーキンなど。

## ストーリー
数学教師ピエールは市長である父デュロワの演説原稿の執筆、友人の新聞記者パトリックが持ち込んだ人気女優ジャッキーのスキャンダルの解説原稿の執筆、そして勤務先の校長先生から命じられた答案用紙の採点に大忙しだった。そして、ピエールは校長先生から頼まれた書類をパトリックに渡してしまう。後で気づいたピエールはパトリックを追ううちにジャッキーの自宅に来てしまい、そこで出会った本人に一目ぼれする。
翌日、ピエールは書類を求めてパトリックの勤務先の新聞社を訪れ、新聞社の社長にしてパトリックの叔父であるアルベールと出会う。アルベールはピエールの才能に惚れる一方、ジャッキーのスキャンダル記事を載せてしまう。怒ったジャッキーは記者を集めてピエールとの婚約を発表する。すったもんだの末、ピエールとジャッキーは仲直りする。

## キャスト
※括弧内は日本語吹替（初回放送 日本テレビ『土曜映画劇場』）
- ピエール：ピエール・リシャール（青野武）
- ジャッキー：ジェーン・バーキン
- ヒューバート：クロード・プエプリュ
- 校長：ジャン・マルタン
- クラウディオ：ヴィットリオ・カプリオーリ

## スタッフ
- 監督：クロード・ジディ
- 製作：クリスチャン・フェシュネール
- 製作総指揮：ベルナール・アーティグ
- 脚本：クロード・ジディ、ミシェル・ファブル、ピエール・リシャール
- 撮影：アンリ・ドカエ
- 音楽：ウラディミール・コスマ